# إيلي فانسيا
إيلي فانسيا (26 يناير 1949 - 26 مارس 2021) كان سياسي من مولدوفا. شغل منصب وزير التربية والتعليم من 2000 إلى 2002.